# مارکوس امیلیوس لپیدوس
مارکوس امیلیوس لپیدوس (انگلیسی: Marcus Aemilius Lepidus؛ ۸۹–۸۸ قبل از میلاد – ۱۳ قبل از میلاد) سیاستمدار اهل روم باستان بود.
وی از سال ۴۳ قبل از میلاد تا ۳۶ قبل از میلاد عضو تریوم‌ویرات دوم جمهوری روم، و در سال‌های ۴۶ و ۴۲ قبل از میلاد کنسول جمهوری روم بوده است.